# Voloina
Voloina est une commune rurale malgache dans la région d'Ambatosoa.